# Замбрув (гміна)
Гміна Замбрув (пол. Gmina Zambrów) — сільська гміна у східній Польщі. Належить до Замбровського повіту Підляського воєводства.
Станом на 31 грудня 2011 у гміні проживало 8960 осіб.

## Територія
Згідно з даними за 2007 рік площа гміни становила 298.98 км², у тому числі:
- орні землі: 50.00%
- ліси: 15.00%

Таким чином, площа гміни становить 40.78% площі повіту.

## Населення
Станом на 31 грудня 2011:
| Опис     | Загалом | Загалом | Чоловіки | Чоловіки | Жінки | Жінки |
| -------- | ------- | ------- | -------- | -------- | ----- | ----- |
| одиниця  | осіб    | %       | осіб     | %        | осіб  | %     |
| все      | 8960    | 100     | 4552     | 50.80    | 4408  | 49.20 |
| міське   | 0       | 100     | 0        |          | 0     |       |
| сільське | 8960    | 100     | 4552     | 50.80    | 4408  | 49.20 |

## Сусідні гміни
Гміна Замбрув межує з такими гмінами: Анджеєво, Високе-Мазовецьке, Замбрув, Колакі-Косьцельне, Ломжа, Руткі, Снядово, Чижев, Шумово.